# Prințesa Mabel de Orange-Nassau

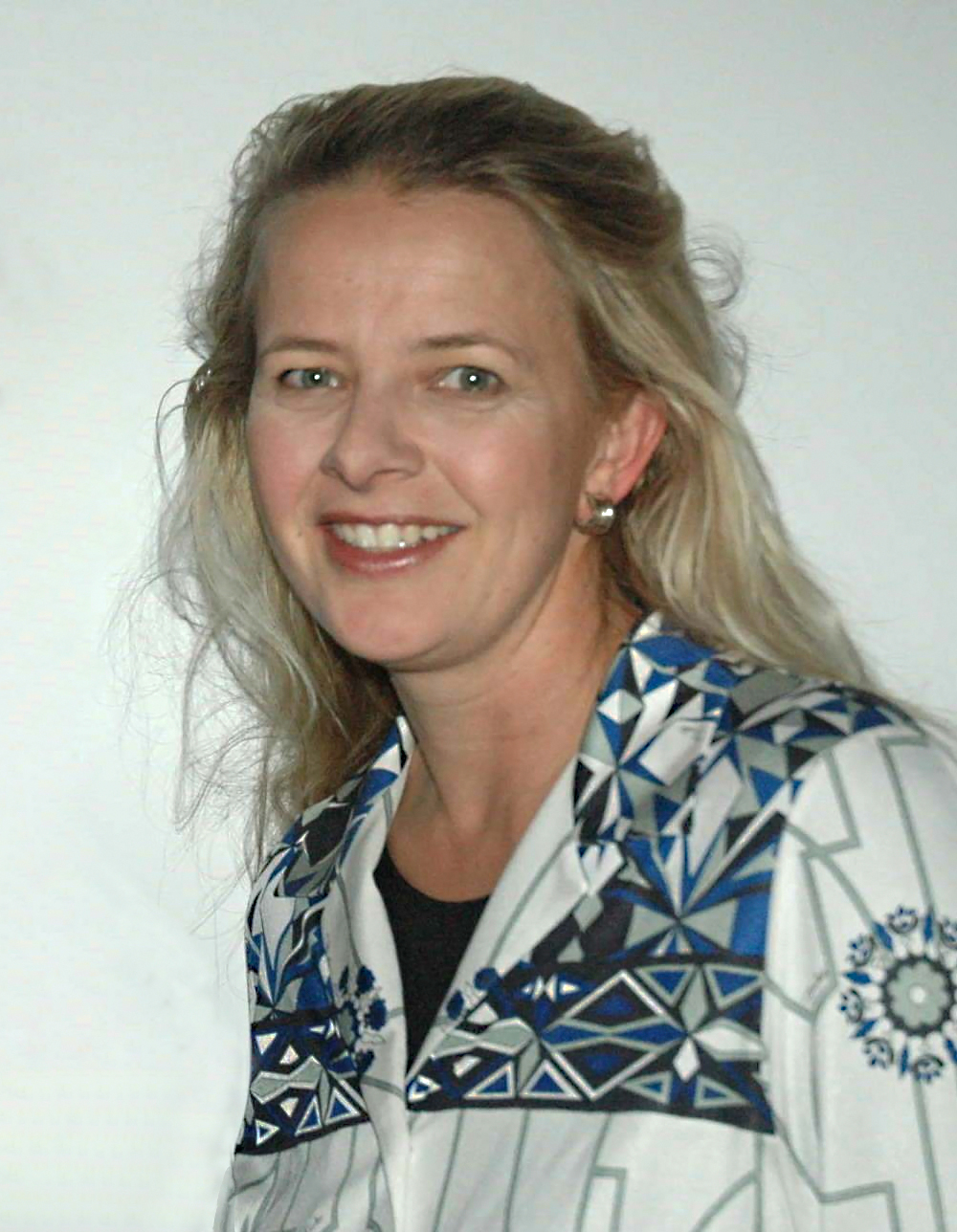
Prințesa Mabel de Orange-Nassau

Prințesa Mabel de Orange-Nassau (n. 11 august 1968, Pijnacker, Țările de Jos) este soția Prințului Johan Friso, cel de-al doilea fiu al Reginei Beatrix a Olandei. Prințesa este mama a două fetițe: Emma Luana Ninette Sophie născută pe 26 martie 2005 și Joanna Zaria Nicoline Milo născută pe data de 18 iunie 2006. Cele doua fetițe dețin rangul de contese de Orange-Nassau ale Țărilor de Jos. 